# AIDAcara (schip, 1996)
De AIDAcara is het eerste cruiseschip in de Duitse vloot, AIDA Cruises.

## Geschiedenis
De AIDAcara was oorspronkelijk gebouwd voor de 'Deutsche Seetouristik/Arkona Reisen', om te dienen als een 'clubschiff' (clubschip) en kreeg in 1996 de naam AIDA. Toen P&O Cruises een groot deel van Arkona Reisen kocht in 1999, en hiermee meteen ook meer gezag kreeg, werd het schip overgedragen en werd het lid van de nieuwe AIDA Cruises vloot. Het schip werd hernoemd tot AIDAcara, nadat haar twee zusterschepen, AIDAvita en AIDAaura, in dienst traden.
In 2005 onderging het schip een grote renovatie, waardoor het aantal kajuiten toenam.